# Zwolse derby
De Zwolse derby was een betaald voetbalwedstrijd tussen de Zwolse voetbalclubs PEC Zwolle en Zwolsche Boys.

## Geschiedenis
In de beginjaren van het betaalde voetbal was Zwolsche Boys de sterkste club van de stad, de club draaide mee in de middelste regionen van de Tweede divisie. PEC daarentegen had moeite om niet te degraderen naar de amateurklasses. Halverwege de jaren 1960 werden de rollen omgedraaid. Zwolsche Boys zakte af naar de degradatieplaatsen en PEC klom steeds verder naar boven. In 1969 keerde Zwolsche Boys noodgedwongen terug naar de amateurs, hierna nam PEC nog een aantal spelers over.

## Uitslagen
| Seizoen                    | Competitie             | Thuisploeg    | Uitslag | Uitploeg      | Doelpuntenmakers                                         | Doelpuntenmakers                                                |
| Seizoen                    | Competitie             | Thuisploeg    | Uitslag | Uitploeg      | Thuisploeg                                               | Uitploeg                                                        |
| -------------------------- | ---------------------- | ------------- | ------- | ------------- | -------------------------------------------------------- | --------------------------------------------------------------- |
| 1922/23                    | Tweede klasse Oost     | PEC           | 1–0     | Zwolsche Boys | Cees Marcelis                                            |                                                                 |
| 1922/23                    | Tweede klasse Oost     | Zwolsche Boys | 1–0     | PEC           | Niet bekend                                              |                                                                 |
| 1923/24                    | Tweede klasse Oost     | PEC           | 0–0     | Zwolsche Boys |                                                          |                                                                 |
| 1923/24                    | Tweede klasse Oost     | Zwolsche Boys | 0–0     | PEC           |                                                          |                                                                 |
| 1924/25                    | Tweede klasse Oost     | PEC           | 2–0     | Zwolsche Boys | Hendrik Jan Jansen, Lourents van der Bend                |                                                                 |
| 1924/25                    | Tweede klasse Oost     | Zwolsche Boys | 0–1     | PEC           |                                                          | Eef Admiraal                                                    |
| 1925/26                    | Tweede klasse Oost     | PEC           | 2–2     | Zwolsche Boys | Herman Lutgerink, De Bruyn                               | Gait Bronius, Anton Kok                                         |
| 1925/26                    | Tweede klasse Oost     | Zwolsche Boys | 1–4     | PEC           | Jan Mooy                                                 | Eef Admiraal, Herman Eysselstein, Philip de Bruyn, Jo Poulussen |
| 1926/27                    | Tweede klasse Oost     | PEC           | 0–0     | Zwolsche Boys |                                                          |                                                                 |
| 1926/27                    | Tweede klasse Oost     | Zwolsche Boys | 2–1     | PEC           | Jan Mooy, Thijs van der Tweel                            | Lourents van der Bend                                           |
| 1927/28                    | Tweede klasse Oost     | PEC           | 1–1     | Zwolsche Boys | Huub Pallandt                                            | Thijs van der Tweel                                             |
| 1927/28                    | Tweede klasse Oost     | Zwolsche Boys | 1–2     | PEC           | Kees van Munster                                         | Philip de Bruyn, Wim de Bruyn                                   |
| 1928/29                    | Tweede klasse Oost     | PEC           | 1–2     | Zwolsche Boys | Niet bekend                                              | Niet bekend                                                     |
| 1928/29                    | Tweede klasse Oost     | Zwolsche Boys | 0–3     | PEC           |                                                          | Huub Pallandt (2x), Philip de Bruyn                             |
| 1938/39                    | Tweede klasse Oost     | PEC           | 0–2     | Zwolsche Boys |                                                          | Arend Gerrits, Niet bekend                                      |
| 1938/39                    | Tweede klasse Oost     | Zwolsche Boys | 0–4     | PEC           |                                                          | Harry Kliphuis (2x), Cornelis Mulder, Jan Doorneweert           |
| 1939/40                    | Tweede klasse Oost     | PEC           | 1–4     | Zwolsche Boys | Jan Doorneweert                                          | Wim Knuppel (3x), Evert Hildebrand                              |
| 1939/40                    | Tweede klasse Oost     | Zwolsche Boys | 2–3     | PEC           | Arend Gerrits (2x)                                       | Jan Doorneweert, Frans Tausch, Harry Kliphuis                   |
| 1940/41                    | Tweede klasse Oost     | PEC           | 3–1     | Zwolsche Boys | Jan Doorneweert, Frans Tausch, Cornelis Mulder           | Arend Gerrits                                                   |
| 1940/41                    | Tweede klasse Oost     | Zwolsche Boys | 0–0     | PEC           |                                                          |                                                                 |
| 1942/43                    | KNVB beker 1942/43     | PEC           | 2–1     | Zwolsche Boys | Jan Doorneweert (2x)                                     | V.d. Weide                                                      |
| 1942/43                    | KNVB beker 1942/43     | Zwolsche Boys | 3–2     | PEC           | Arend Gerrits (2x), Ekkelenkamp                          | Frans Tausch, Piet van Heerde                                   |
| 1946/47                    | Tweede klasse Oost     | PEC           | 0–0     | Zwolsche Boys |                                                          |                                                                 |
| 1946/47                    | Tweede klasse Oost     | Zwolsche Boys | 0–0     | PEC           |                                                          |                                                                 |
| Toetreding betaald voetbal |                        |               |         |               |                                                          |                                                                 |
| 1956/57                    | Tweede divisie 1956/57 | PEC           | 2–2     | Zwolsche Boys | Gerrit van der Weerthof, Eef Wienk                       | Toone van der Kolk, Theo Heidenrijk                             |
| 1956/57                    | Tweede divisie 1956/57 | Zwolsche Boys | 4–0     | PEC           | Theo Heidenrijk (2x), Gerrit Dijkslag, Herman Schrijver  |                                                                 |
| 1957/58                    | Tweede divisie 1957/58 | PEC           | 4–4     | Zwolsche Boys | Dolf Degenaar (2x), Gerrit van der Weerthof, Leo Koopman | Roelof Hofman (2x), Rein van Veen, Tjeerd Henstra               |
| 1957/58                    | Tweede divisie 1957/58 | Zwolsche Boys | 4–1     | PEC           | Roelof Hofman (2x), Herman Schrijver, Hennie van Nee     | Gerrit van de Weerthof                                          |
| 1958/59                    | Tweede divisie 1958/59 | PEC           | 1–1     | Zwolsche Boys | Wim Gerritsen                                            | Henk Overmars                                                   |
| 1958/59                    | Tweede divisie 1958/59 | Zwolsche Boys | 2–1     | PEC           | Henk Overmars, Jan Tielbaard (e.d.)                      | Dries Jans                                                      |
| 1959/60                    | Tweede divisie 1959/60 | PEC           | 1–1     | Zwolsche Boys | Bennie Nijboer                                           | Wim Bisschop                                                    |
| 1959/60                    | Tweede divisie 1959/60 | Zwolsche Boys | 0–1     | PEC           |                                                          | Dirk van de Wetering                                            |
| 1960/61                    | Tweede divisie 1960/61 | PEC           | 0–1     | Zwolsche Boys |                                                          | Rein van Veen                                                   |
| 1960/61                    | Tweede divisie 1960/61 | Zwolsche Boys | 2–1     | PEC           | Henk Schols, Tjeerd Henstra                              | Harm van Dalfzen                                                |
| 1960/61                    | KNVB beker 1960/61     | PEC           | 4–0     | Zwolsche Boys | Leo Koopman (3x), Rinus Nijhoving                        |                                                                 |
| 1961/62                    | Tweede divisie 1961/62 | PEC           | 1–2     | Zwolsche Boys | Leo Koopman                                              | Henk Schols, Rein van Veen                                      |
| 1961/62                    | Tweede divisie 1961/62 | Zwolsche Boys | 2–0     | PEC           | Rein van Veen, Karel van der Woude                       |                                                                 |
| 1963/64                    | Tweede divisie 1963/64 | PEC           | 4–2     | Zwolsche Boys | Leo Koopman (3x), Jan Koops                              | Herman Lafaille, Gerard Lippold                                 |
| 1963/64                    | Tweede divisie 1963/64 | Zwolsche Boys | 1–1     | PEC           | Herman Lafaille                                          | Joop Knol                                                       |
| 1964/65                    | Tweede divisie 1964/65 | PEC           | 1–1     | Zwolsche Boys | Joop Schuman                                             | Karel van der Woude                                             |
| 1964/65                    | Tweede divisie 1964/65 | Zwolsche Boys | 1–3     | PEC           | Jan de Vries                                             | Gerrit Voges, Jan van Rooijen, Leo Koopman                      |
| 1965/66                    | Tweede divisie 1965/66 | PEC           | 2–0     | Zwolsche Boys | Gerrit Voges, Ben Hendriks                               |                                                                 |
| 1965/66                    | Tweede divisie 1965/66 | Zwolsche Boys | 0–1     | PEC           |                                                          | Ben Hendriks                                                    |
| 1965/66                    | KNVB beker 1965/66     | PEC           | 2–1     | Zwolsche Boys | Gerrit Voges (2x)                                        | Henk Ras                                                        |
| 1966/67                    | Tweede divisie 1966/67 | PEC           | 3–1     | Zwolsche Boys | Ben Spanhaak, Benny Carelsz, Joop Schuman                | Sytze de Vries                                                  |
| 1966/67                    | Tweede divisie 1966/67 | Zwolsche Boys | 0–1     | PEC           |                                                          | Jan van Rooijen                                                 |
| 1967/68                    | Tweede divisie 1967/68 | PEC           | 1–1     | Zwolsche Boys | Bart Severijnse                                          | Bart Severijnse (e.d.)                                          |
| 1967/68                    | Tweede divisie 1967/68 | Zwolsche Boys | 0–2     | PEC           |                                                          | Menno Dekker, Cees Kick                                         |
| 1967/68                    | KNVB beker 1967/68     | PEC           | 2–1     | Zwolsche Boys | Wim van der Gaag (2x)                                    | Folly van Dam                                                   |
| 1968/69                    | Tweede divisie 1968/69 | PEC           | 1–1     | Zwolsche Boys | Puck van der Horst                                       | Jan Welles                                                      |
| 1968/69                    | Tweede divisie 1968/69 | Zwolsche Boys | 0–1     | PEC           |                                                          | Puck van der Horst                                              |

## Statistieken

### Wedstrijdstatistieken
| Wedstrijdstatistieken | Wedstrijdstatistieken | Wedstrijdstatistieken | Wedstrijdstatistieken | Wedstrijdstatistieken | Wedstrijdstatistieken | Wedstrijdstatistieken |
| Competitie            | Wedst.                | PEC                   | Gelijk                | ZB                    | DPEC                  | DZB                   |
| --------------------- | --------------------- | --------------------- | --------------------- | --------------------- | --------------------- | --------------------- |
| Tweede divisie        | 34                    | 9                     | 8                     | 7                     | 34                    | 33                    |
| KNVB beker            | 5                     | 4                     | 0                     | 1                     | 12                    | 6                     |
| Tweede Klasse         | 22                    | 9                     | 8                     | 5                     | 29                    | 19                    |
| TOTAAL                | 61                    | 22                    | 16                    | 13                    | 75                    | 58                    |

### Doelpuntenmakers
| Doelpuntenmakers PEC Zwolle |        |
| Naam                        | Aantal |
| Leo Koopman                 | 9      |
| Jan Doorneweert             | 6      |
| Gerrit Voges                | 4      |
| Huub Pallandt               | 3      |
| Phlip de Bruyn              | 3      |
| Harry Kliphuis              | 3      |
| Frans Tausch                | 3      |
| Gerrit van der Weerthof     | 3      |
| Eef Admiraal                | 2      |
| Lourents van der Bend       | 2      |
| Cornelis Mulder             | 2      |
| Dolf Degenaar               | 2      |
| Joop Schuman                | 2      |
| Benny Carelsz               | 2      |
| Ben Hendriks                | 2      |
| Jan van Rooijen             | 2      |
| Wim van der Gaag            | 2      |
| Puck van der Horst          | 2      |
| Onbekende doelpunten        |        |
| Naam                        | Aantal |
| Onbekend                    | 1      |

| Doelpuntenmakers PEC Zwolle |        |
| Naam                        | Aantal |
| Cees Marselis               | 1      |
| Hendrik Jan Jansen          | 1      |
| Herman Lutgerink            | 1      |
| De Bruyn                    | 1      |
| Herman Eysselstein          | 1      |
| Jo Poulussen                | 1      |
| Wim de Bruyn                | 1      |
| Piet van Heerde             | 1      |
| Eef Wienk                   | 1      |
| Wim Gerritsen               | 1      |
| Dries Jans                  | 1      |
| Bennie Nijboer              | 1      |
| Dirk van de Wetering        | 1      |
| Harm van Dalfzen            | 1      |
| Rinus Nijhoving             | 1      |
| Jan Koops                   | 1      |
| Joop Knol                   | 1      |
| Ben Spanhaak                | 1      |
| Bart Severijnse             | 1      |
| Menno Dekker                | 1      |
| Cees Kick                   | 1      |

| Doelpuntenmakers Zwolsche Boys |        |
| Naam                           | Aantal |
| Arend Gerrits                  | 6      |
| Roelof Hofman                  | 5      |
| Rein van Veen                  | 5      |
| Wim Knuppel                    | 3      |
| Theo Heidenrijk                | 3      |
| Jan Mooy                       | 2      |
| Thijs van der Tweel            | 2      |
| Herman Schrijver               | 2      |
| Henk Overmars                  | 2      |
| Henk Schols                    | 2      |
| Herman Lafaille                | 2      |
| Karel van der Woude            | 2      |
| Tjeerd Henstra                 | 2      |
| Eigen doelpunten               |        |
| Naam                           | Aantal |
| Jan Tielbaard                  | 1      |
| Bart Severeinse                | 1      |
| Onbekende doelpunten           |        |
| Naam                           | Aantal |
| Onbekend                       | 4      |

| Doelpuntenmakers Zwolsche Boys |        |
| Naam                           | Aantal |
| Gait Bronius                   | 1      |
| Anton Kok                      | 1      |
| Kees van Munster               | 1      |
| Evert Hildebrand               | 1      |
| V.d. Weide                     | 1      |
| Ekkelenkamp                    | 1      |
| Toone van der Kolk             | 1      |
| Gerrit Dijkslag                | 1      |
| Hennie van Nee                 | 1      |
| Wim Bisschop                   | 1      |
| Jan de Vries                   | 1      |
| Gerard Lippold                 | 1      |
| Sytze de Vries                 | 1      |
| Henk Ras                       | 1      |
| Folly van Dam                  | 1      |
| Jan Welles                     | 1      |